# 117e brigade de défense territoriale
Pour les articles homonymes, voir 117e brigade.
La 117e brigade de défense territoriale (en ukrainien : 117-та окрема бригада територіальної оборони, abrégé en 117 ОБрТрО ; numéro d'unité militaire А7045) est la brigade de l'oblast de Soumy de la Force de défense territoriale des Forces armées de l'Ukraine.

## Historique
Elle fait partie de l'administration régionale nord de la Force de défense territoriale (sur le territoire du commandement opérationnel nord) et fut créée par l'ordre du 13 avril 2018, avec application à partir de septembre. Elle n'a alors qu'une existence sur le papier : elle ne doit être mise sur pied que lors d'un exercice, ou qu'en cas de mobilisation.
L'invasion de l'Ukraine par la Russie en février 2022 déclenche la mobilisation de l'unité, qui participe à la défense de Soumy jusqu'à début mars. Le 27 août 2022, l'unité recevait son drapeau. En septembre 2023, la brigade est déployée au nord-est de Kharkiv, face à Belgorod et le long de la frontière russo-ukrainienne, c'est-à-dire dans un secteur désormais paisible.

## Structure
- Quartier général (Soumi)
- 150e bataillon de défense territoriale (Soumi) unité no А7316[3]
- 151e bataillon de défense territoriale (Konotop) unité no А7317
- 152e bataillon de défense territoriale (Romny) unité no А7318
- 153e bataillon de défense territoriale (Chostka) unité no А7319[4]
- 154e bataillon de défense territoriale (Okhtyrka) unité no А7320
- 155e bataillon de défense territoriale (Stepanivka) unité no А7321[4]
- compagnie de contre-sabotage
- compagnie de support matériel et technique
- compagnie de communications
- compagnie antiaérienne
- compagnie d'ingénierie